# Prunus brahuica
Prunus brahuica är en rosväxtart som först beskrevs av Pierre Edmond Boissier, och fick sitt nu gällande namn av James Edward Tierney Aitchison och Hemsl.. Prunus brahuica ingår i släktet prunusar, och familjen rosväxter. Inga underarter finns listade i Catalogue of Life.